# Aedes iyengari
Aedes iyengari är en tvåvingeart som beskrevs av Edwards 1923. Aedes iyengari ingår i släktet Aedes och familjen stickmyggor. Inga underarter finns listade i Catalogue of Life.